# Carl Moritz Schreiner

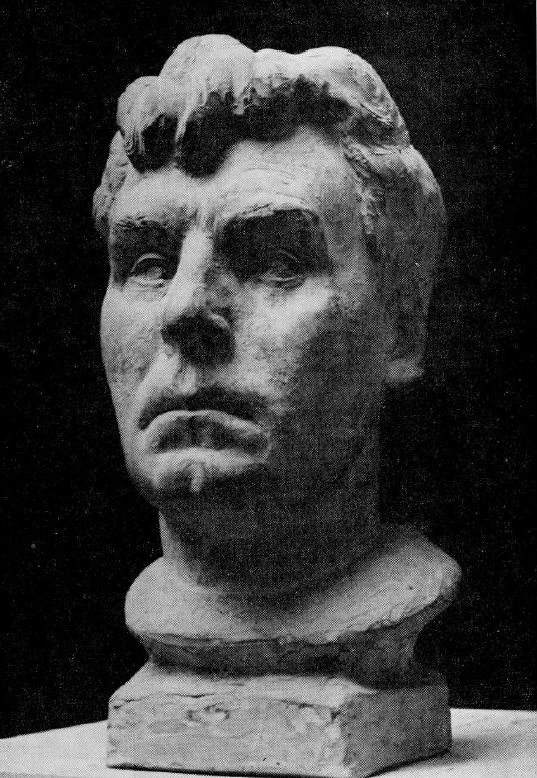
Carl Moritz Schreiner, Selbstporträt 1937

Carl Moritz Schreiner (* 17. Oktober 1889 in Barmen; † 7. November 1948 in Konstanz) war ein deutscher Bildhauer.

## Leben
Carl Moritz Schreiner war der Sohn des aus Herborn stammenden protestantischen Pastors an der Pauluskirche in Barmen, Moritz Schreiner. Seine Mutter entstammte der seit 1832 ansässigen Familie Klein-Schlatter und hatte schwäbische und Schweizer Fabrikherren als Vorfahren. Er hatte eine Schwester, Hanna. Schon früh hatte der Autodidakt Schreiner den Wunsch, Bildhauer zu werden, „trotz größter Schwierigkeiten mit [seinen] Verwandten“. Dem jungen Gymnasiasten waren Unterricht und Hausaufgaben ein Gräuel, und sein Vater versuchte, dem „Sprössling Lebensernst und Sammlung einzupflanzen“, unter anderem mit der Hilfe des späteren Schriftstellers und Literaturkritikers Will Vesper, den er als Einpauker für lateinische Grammatik und Geschichtsdaten für seinen Sohn engagiert hatte.
Sein Vater bestand darauf, dass der „schwierige Junge“, anstatt die Kunstakademie Düsseldorf zu besuchen, zunächst einen „normalen Beruf“ ergreifen sollte. Schreiner gründete darauf „in einem verschieferten Knusperhäuschen“ in Beyenburg eine Familie. Er verdiente seinen Lebensunterhalt mit Gelegenheitsaufträgen und Arbeit bei einem Zimmermeister, als Möbelschreiner, in einer Töpferwerkstatt und als Bauzeichner bei einem Architekten. Er besuchte von 1908 bis 1910 die Handwerker- und Kunstgewerbeschule Elberfeld. Hier nahm er, wahrscheinlich als Abendschüler, an der „figürlichen Klasse“ von Max Bernuth teil.
Schreiner brach plötzlich aus seiner Familie aus, verließ seine Frau und seine beiden Kinder und übersiedelte 1911 nach Düsseldorf,  allerdings „mehr wegen der Atmosphäre der Kunst- und Gartenstadt als für ihre Akademie“. Das Studium am lebenden Objekt reizte ihn mehr als eine „langweilige“ Akademieausbildung. Hier heiratete er Johanna Wilhelmina Speckenbach (* 1890) aus Elberfeld. Die Ehe, der drei Kinder entstammen, wurde 1919 geschieden.
Eine kritische Rezeption aus dem Jahr 1913 attestierte dem damals 24-jährigen Künstler ein „überhebendes Selbstbewusstsein und einen starken Schuss Stutzerhaftigkeit“ – Charakterzüge, die ihm in seinen reiferen Jahren fehlen sollten. Sein jugendlich-provokantes Auftreten sollte ihn als „Anti–Philister und Frondeur“ ausweisen. Ein zeitgenössischer Kommentar lautete: „Ein seltsamer Separationsbruder stellt sich vor.“
Schreiner meldete sich im August 1914 freiwillig zum Kürassier-Regiment „von Driesen“ (Westfälisches) Nr. 4 in Münster, bei dem er als Angehöriger einer Trainabteilung und Bäckereikolonne am Ersten Weltkrieg teilnahm. Der Umgang mit den Pferden des Regiments fand Niederschlag in seinen späteren Arbeiten.
Schreiner gehörte wie Richard Paling, Walter Gerber, Kurt Nantke und anderen zu den regelmäßigen Besuchern der Dachwohnung von Lutz Aldinger in der Nähe der Barmer Ruhmeshalle. In der Wohnung wurde „musiziert, deklamiert und diskutiert“. 1919 oder 1920 heiratete er Aldingers Schwester, die Malerin Margarethe Aldinger aus Barmen, die dem Plastiker nach Düsseldorf folgte. Die Ehe wurde in den 1930er Jahren geschieden. In den 1920er Jahren galt Schreiner als „ein geschätzter Düsseldorfer Bildhauer“ und bewegte sich im Umfeld der „meistgemalte[n] Frau Deutschlands“, der Galeristin Johanna Ey. Als Vorstandsmitglied der Künstlervereinigung Das Junge Rheinland vertrat er die progressive Kunst der rheinischen Avantgarde dieser Jahre.
Der Künstler war Katzenliebhaber und hatte schon als Heranwachsender Katzenfiguren modelliert. Seine Wohnung in der Xantener Straße in Düsseldorf-Golzheim „barg zeitweise zwei Dutzend lebender Exemplare“ und „mehr oder weniger vollendete Katzenplastiken“. 1921 zog Schreiner für eine Weile mit einem Wanderzirkus, wobei er Bewegungen und den Ruhezustand von Löwen zeichnerisch dokumentierte. Um die gleiche Zeit wurde es üblich, vom „Katzen-Schreiner“ zu sprechen.
Eine Studienreise führte Schreiner 1928 nach Norwegen. 1929/30 war er Stipendiat in der Villa Massimo in Rom. 1934 wurde ihm ein Reisestipendium nach Griechenland gewährt. Weitere Studienreisen führten ihn nach Italien und Frankreich, aus deren gotischen Bildwerken Schreiner seine Inspiration bezog.
Durch die zunehmenden Luftangriffe auf Düsseldorf im Verlauf des Zweiten Weltkriegs kam es zu mindestens 12 Teilschäden in Schreiners Werkstatt, worauf er 1943 mit seiner dritten Ehefrau Hildegard (geborene Brunner) die Stadt verließ und in einer Wohnung und einem Atelier in Breisach am Rhein Zuflucht suchte. Nach der befohlenen Räumung Breisachs bezogen sie Notunterkünfte auf der Insel Mainau und in Allensbach, im Herbst 1945 zogen sie nach Konstanz. Schreiners Gesuch um Unterstützung seiner Bemühungen zur Rückgabe seines Ateliers und seiner Wohnung in Breisach und um eine Anstellung an der geplanten Kunstakademie Freiburg war erfolglos. Die Entbehrungen und der Schrecken der Kriegsjahre hatten an Schreiner gezehrt, „an Arbeit war nicht denken“. 1948 starb er an „Materialermüdung, Altern der Gefäße und État criblé“, so der Arztbericht.
Carl Moritz Schreiner war Mitglied im Deutschen Künstlerbund.

## Werk

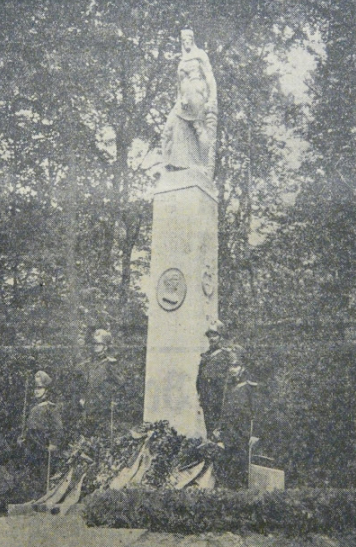
Denkmal für Theodor Körner in der Ulmenallee in Wuppertal, 1938

Schreiners erstes Aufsehen erregendes Werk wurde am 24. August 1913 enthüllt und zeigte ein Denkmal für Theodor Körner an der Ulmenallee im Barmer Fischertal. Das Denkmal zeigt, nach der Beschreibung des Künstlers, „[…] die Gestalt des vom heiligen Feuer durchglühten Dichterjünglings, der als Freiheitskämpfer seine hohe Sendung in die Tat umsetzte […]. Kühn aufschießend aus der gelagerten Treppenanlage reckt sich der Steinpfeiler, der die Gestalt eines Barden mit Leier und Schwert trägt. Und dieser Pfeiler ist überzogen von den hinreißenden Versen des Freiheitsdichters:“

„Du Schwert an meiner Linken
Was soll dein heimlich Blinken?“

Das Denkmal der idealisierten Jünglingsgestalt auf einem sehr hohen Sockel war nicht unumstritten, zeigte die Figur den Jüngling doch recht entblößt. So bemerkte denn auch eine Zeitung, dass es bei den Festteilnehmern bei der Einweihung betroffenes Schweigen und Kichern gab, dass Väter den Weg bei ihren Spaziergängen mit der Familien fortan mieden, und dass die Schülerinnen der höheren Töchterschule bei ihren Botanisiergängen nun andere Gebiete aufsuchten. Im Juli 1939 stand im Stadtrat eine Beseitigung der als anstößig empfundenen Figur zur Debatte. Im Zweiten Weltkrieg wurde das Denkmal zerstört und die Überreste im April 1959 entfernt.

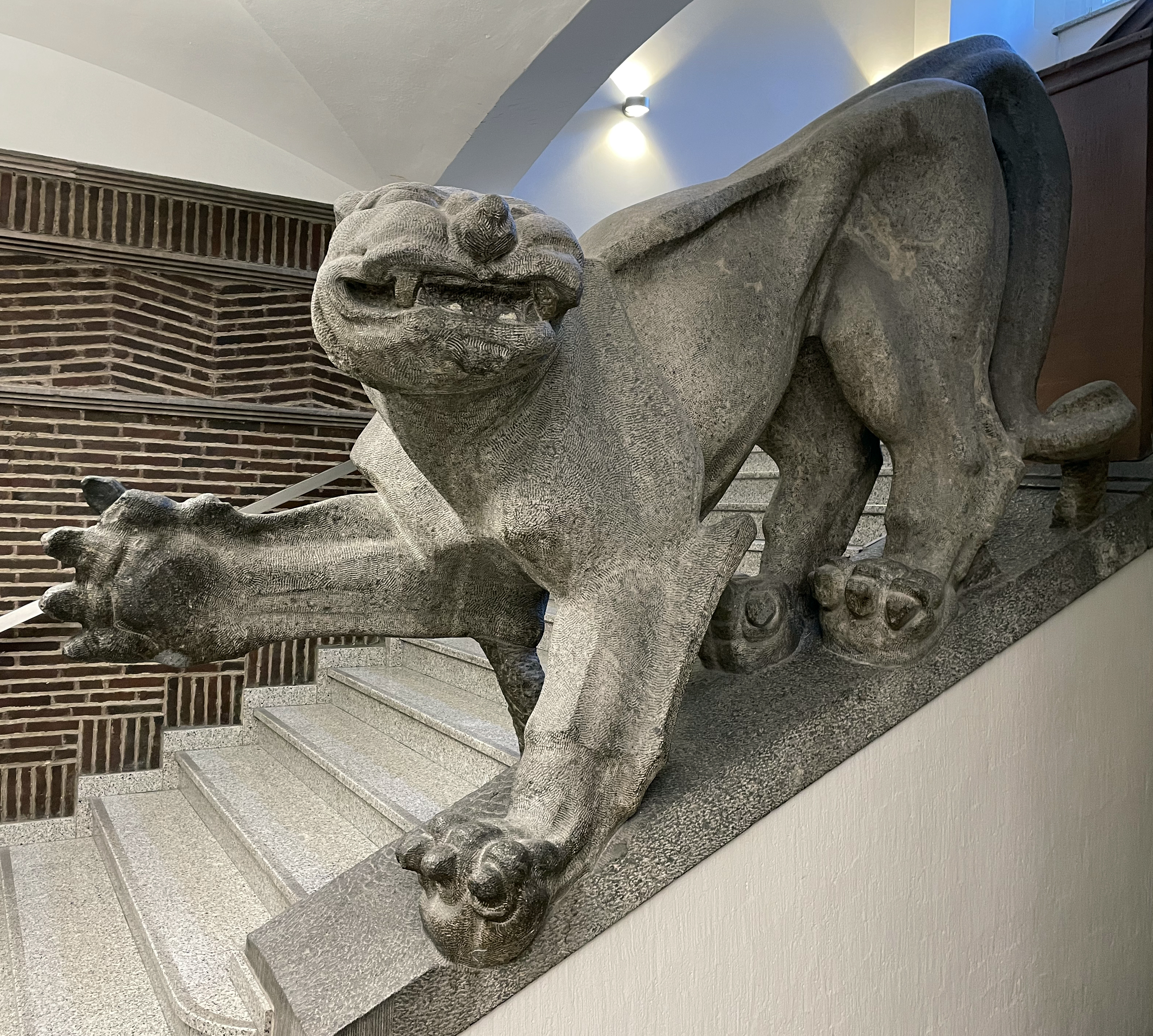
Tigerskulptur in der Eingangshalle des Wilhelm-Marx-Hauses (2022)

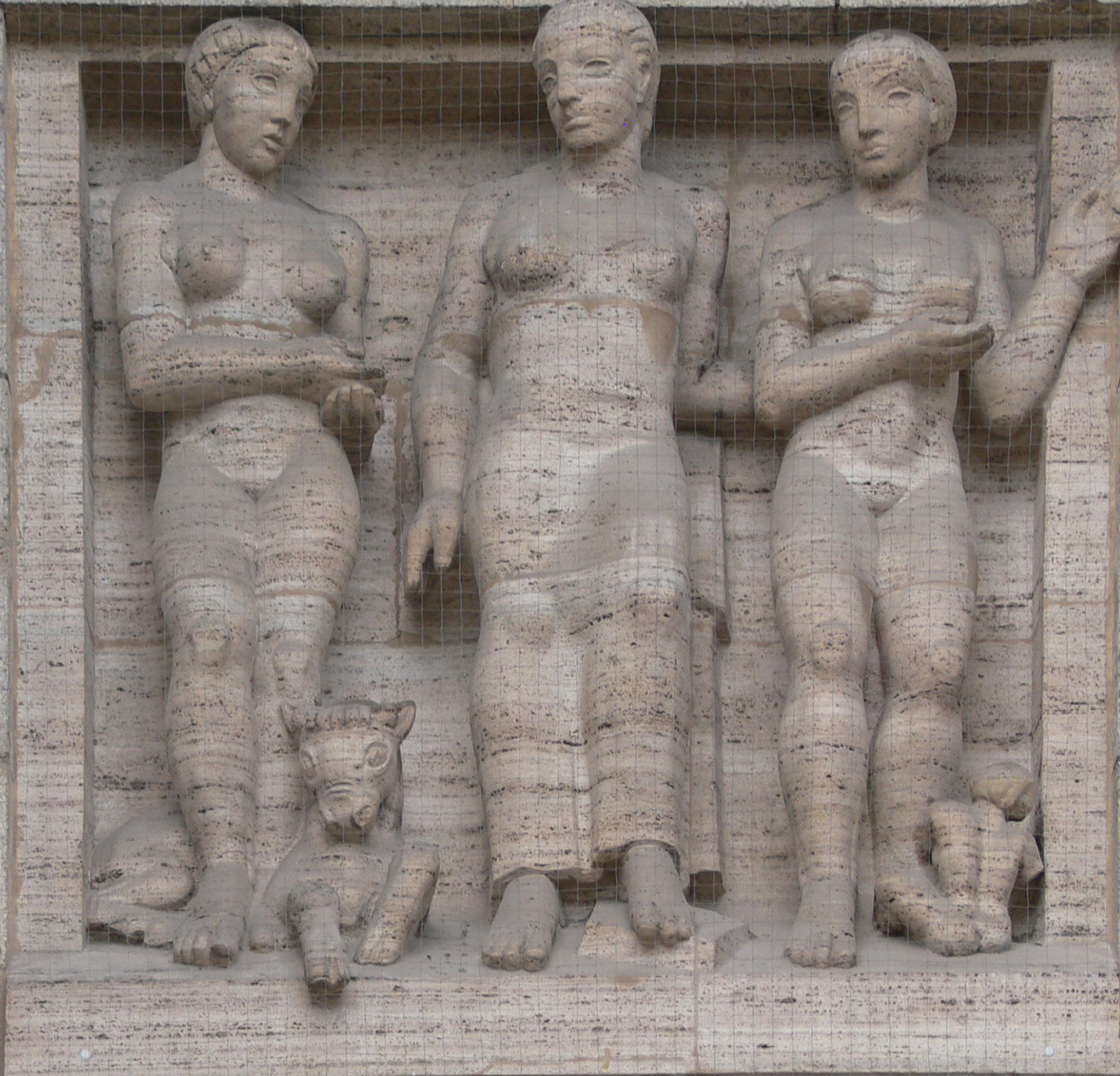
Relief über dem Eingang des Museums Kunstpalast Düsseldorf (2011)

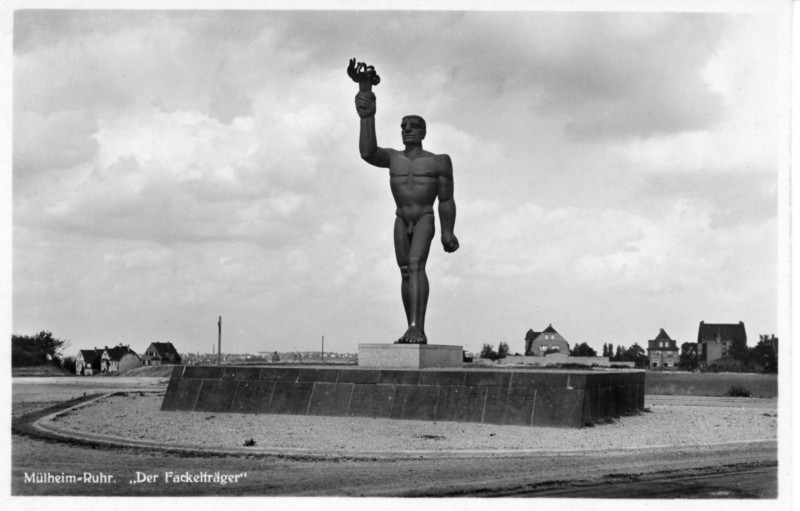
Der Fackelträger von 1928, Mülheim an der Ruhr

1922 fertigte Schreiner für die im Ersten Weltkrieg gefallenen Mitglieder der Gesellschaft Concordia in Barmen eine Gedenktafel aus Bronze, die sich heute noch im Treppenhaus der Gesellschaft am Werth befindet. Er erhielt größere öffentliche Aufträge für Bauplastik, darunter die aus Muschelkalk gefertigte Tigerskulptur von 1924 in der Eingangshalle des Wilhelm-Marx-Hauses und 1924/26 ein heraldisch gefasster Artgenosse, ein Löwe aus Muschelkalk, am Marathontor des Düsseldorfer Rheinstadions, der sich seit 1974 am neuen Haupteingang befindet. Schreiner entwarf auch die Zwei Bänke mit Katzen (1924/1926); zwei links und rechts des östlichen Eingangs zum Museum Kunstpalast im Ehrenhof stehende Bänke aus Travertin. Die Armlehnen bilden jeweils zwei Statuen liegender Katzen. Die Sitzbänke mit den Tierfiguren schuf Schreiner zur Eröffnung der Großen Ausstellung Düsseldorf 1926 für Gesundheitspflege, soziale Fürsorge und Leibesübungen (GeSoLei).
Schreiners Planetengruppen im Ehrenhof (1926) an der Nordseite der Tonhalle Düsseldorf stellen Verkörperungen von Mars, Venus, Saturn und Jupiter dar und beziehen sich auf die ursprüngliche Funktion der Tonhalle als Planetarium. Über dem Osteingang zum Museum Kunstpalast befindet sich ein von Schreiner gestaltetes klassisches Sopraportarelief namens Drei Künste, das er ebenso für die GeSoLei 1926 aus Travertin fertigte. Ob die drei Figurinen allerdings tatsächlich als Allegorien der Gattungen Architektur, Skulptur und Malerei anzusehen sind oder doch eher als Verkörperungen der drei Grazien Ephrosyne (Frohsinn), Thalia (Festfreude) und Aglaia (Glänzende), ist ungeklärt.
Nach der Machtergreifung der Nationalsozialisten galt der Bildhauer bei den neuen Machthabern als „unangepasst“; in der Folge wertete die NS-Propaganda seine Kunst als „undeutsch“. Schreiner hatte 1928 in Mülheim an der Ruhr eine sechs Meter hohe Skulptur eines bronzenen Fackelträgers errichtet, ein Ehrenmal auf der Witthaushöhe (am heutigen Standort des Ruhr-Reeder-Hauses). Die im Volksmund Der nackte Heinrich genannte Statue wurde 1933 (eine andere Quelle besagt Mitte der 1930er Jahre) „unter nicht vollständig geklärten Umständen abgerissen und verschrottet“.
Im gleichen Jahr (eine andere Quelle besagt 1936) wurde Schreiners Planetengruppe in Düsseldorf entfernt. Der örtliche Kreisleiter der NSDAP Karl Walter äußerte sich in einem Schreiben vom 20. August 1936 zu Schreiners „noch heute ablehnende[r] Stellung dem Staate gegenüber“. Die Planetengruppe entging durch die erzwungene Zwischenlagerung im Städtischen Bauhof den Zerstörungen des Zweiten Weltkriegs und wurde 1980 (eine andere Quelle besagt 1978) wieder an ihrem ursprünglichen Ort aufgestellt. 1928 fertigte Schreiner den am Düsseldorfer Rheinufer südlich der Schnellenburg aufgestellten Treidelstein.
Links oberhalb des Haupteingangs zum 1929 erbauten und im Stil des späten Expressionismus gehaltenen Polizeipräsidium Bochum befindet sich ein weiteres Werk Schreiners, das Hoheitszeichen als Kalksteinrelief mit einem expressiv stilisierten deutschen Reichsadler. Marina von Assel (Kunst auf Schritt und Tritt in Bochum) meinte: „Die Flugbewegungen des Tieres erfasste er dabei so, als ob der Betrachter am linken und rechen Flügel gleichzeitig verschiedene Bewegungsphasen sehen könnte und steigerte so die Empfindung der Bewegung. Er griff damit gestalterische Elemente des Kubismus und des Expressionismus wieder auf.“
Ein anderes Werk Schreiners mit dem Titel Aufstieg zeigte 1935 an der Fassade der ehemaligen Elberfelder Hauptpost zwei männliche Figuren, von denen sich die eine der Fesseln entledigt und die andere eine Fahne mit nationalsozialistischen Hakenkreuz entrollt, mit Bezug auf die nationalsozialistische Machtergreifung. Während oder unmittelbar nach dem Zweiten Weltkrieg wurde das Relief entfernt.
Am 12. August 1939 wurde das Steinrelief Merkur und sein Gefolge an der östlichen Außenwand der Industrie und Handelskammer Wuppertal enthüllt, für das seit der Errichtung des Gebäudes im Jahr 1929 ein mächtiger Steinblock vorgesehen war. Den Entwurf mit einem heraldischen Bergischen Löwen und ohne die zu dieser Zeit üblichen NS-Hoheitszeichen steuerte Schreiner bei, der bei dem vorausgegangenen Wettbewerb im Mai 1939 mit dem 1. Preis ausgezeichnet worden war. Ausgeführt wurde das Relief vom Barmer Steinbildhauer Heinrich Ostlinnig an Ort und Stelle. Ebenfalls 1939 entstanden eine drei Meter hohe Steinfigur für den Urnenhain des Hauptfriedhofs Krefeld, ein überlebensgroßes Relief Fünf reitende Lützower Jäger (1939/40) am Eingang zur Lützow-Kaserne in Aachen und ein Portalrelief an den Sendeanlagen auf dem Großen Feldberg (1939/40) im Taunus.
Schreiner schuf Bildnisbüsten von Curt Langenbeck, Wilhelm Schmurr, Gunnar Gunnarsson, Alfons Paquet, Karl Röttger (1937), Elly Ney, Werner Kraus  und Will Vesper. Eine weitere Büste mit dem Abbild Alfred Cortots, den Schreiner vor dem Zweiten Weltkrieg hierfür bereits skizziert hatte, konnte er nicht mehr fertigstellen.

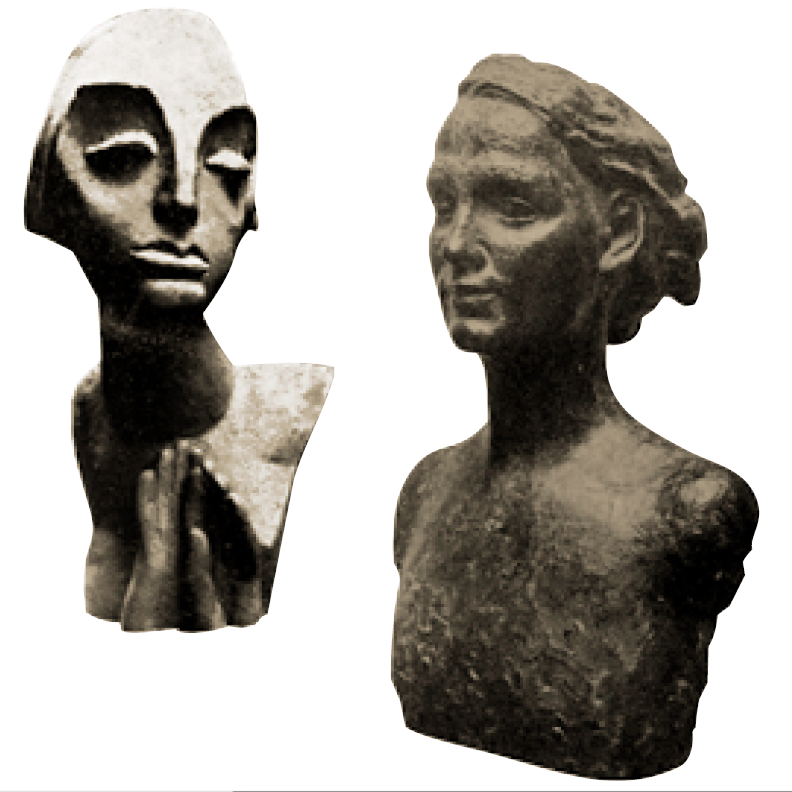
Links im Bild Schreiners Büste Margarethe Aldinger von 1922; rechts sein Frauenkopf von 1942

Eine Schreiners Ehefrau Margarete Aldinger nachempfundene Büste von 1922 experimentierte mit Deformationen, ähnlich der Plastik Der neue Mensch (1912) von Otto Freundlich, die auf dem Titelblatt des Ausstellungsführers Entartete Kunst von 1937 mit einem roten Kehlschnitt durch das Wort Kunst collagiert wurde. Schreiners Frauenkopf von 1942 hingegen entspricht dem weiblichen Ideal der nationalsozialistischen Propaganda. Die geforderte Anpassung an die geltende Ästhetik wird so in Schreiners Schaffen deutlich.
Neben Ausstellungen in Berlin, Mülhausen im Elsass und anderen Orten waren Schreiners Arbeiten unter anderem auf mehreren Ausstellungen der Vereinigung Das Junge Rheinland vertreten. 1931 und 1936 nahm er an Kollektivausstellungen mit Plastiken, Aquarellen und Zeichnungen in der Kunsthalle Mannheim teil, 1912 an der Winterausstellung und 1942 an der Sommerausstellung der Bergischen Kunstgenossenschaft, 1932 an der Düsseldorf-Münchener Kunstausstellung im Museum Kunstpalast Düsseldorf, 1940 an einer Ausstellung im Kunstverein in Hamburg sowie 1948 an der Ausstellung im Haus Beckmann in Wuppertal.
Der Großteil von Schreiners Werken ging während des Zweiten Weltkriegs verloren. Eine von dem Künstler gefertigte 44,5 Zentimeter hohe Skulptur einer Katze aus Elberfelder Marmor befindet sich seit 1950 im Besitz des Von der Heydt-Museums in Wuppertal (Inv. Nr. P160), zusammen mit der oben genannten 37 Zentimeter hohen Bildnisbüste von Will Vesper aus Goldbronze, welche das Museum 1942 erwarb (Inv. Nr. P133). Im Skulpturenpark – Museum Schloss Moyland war ein Guss (1997) von Schreiners Skulptur Zwei böse Katzen (1920er Jahre) ausgestellt, der jedoch 2014 zusammen mit anderen Arbeiten aus Furcht vor Metalldieben vorerst entfernt wurde. Schreiners Kunst ist auch Teil der Sammlung Karl Gröppel im Museum Ostwall in Dortmund.

## Zitat
„Zuerst reizte mich das vital-selbstverständlichste und zugleich rätselhafteste Wesen der Natur, das Tier – und ich hoffe, mich wieder dahin zurückfinden zu können. Zum Tier gesellte sich das ihm im Animalischen verwandte Weib. Ich habe es verstanden, mir im Leben Schwierigkeiten und Feinde zu verschaffen, aber sie müssen überwunden werden.“